# Don't Forget
Don't Forget је дебитантски студијски албум америчког певача, Деми Ловато. Објављен је 23. септембра 2008. за Hollywood Records. Ловато почиње с радом на албуму у септембру 2007. године, током снимања оригиналног филма Disney Channel-а, Рокенрол камп. Ловато пише већину песама са поп рок момачком групом, Jonas Brothers, који продуцирају албум заједно са музичким продуцентом, Џоном Филдсом. Друге текстописце чине Кара Диогарди, Џејсон Ривс и фронтмен групе Rooney, Роберт Шварцман. Don't Forget карактерише првенствено поп рок и рок звук, са текстуалним садржајем који се бави другим адолесцентским темама.
Албум је наишао на углавном позитивне критике критичара. Пошто су највећи део албума продуцирали Jonas Brothers, критичари су приметили карактеристичне сличности између извођача. Don't Forget је дебитовао на другом месту листе  200 и на крају је добио златни сертификат Америчког удружења дискографских кућа (АУДК). Продат је у преко 530.000 примерака у Сједињеним Америчким Државама. На другим местима, Don't Forget је стигао до првих 10 на канадској листи албума и доспео је до првих 40 у Шпанији и Новом Зеланду.
Get Back је објављен као водећи сингл са албума и достигао је 43. место на листи Billboard Hot 100. La La Land је био други сингл са албума. Песма је достигла врхунац на 52. месту у Сједињеним Америчким Државама и међу 40 најбољих у Ирској и Уједињеном Краљевству.

## Позадина
открива за Ловато током аудиције отвореног позива у певачевом родном граду Даласу и дебитује у краткој серији Као што звоно звони 2007. године. Ловато касније иде на аудицију за улогу у телевизијској серији Џонас, али не добија улогу. Уместо тога, Ловато добија главну улогу у музичком филму Рокенрол камп након што импресионира руководиоце мреже. Касније Ловато иде на аудицију за улогу у серији Сани, звезда у успону, коју такође добија. За Рокенрол камп, Ловато предаје видео за аудицију, а Гари Марш, Disney-јев председник одсека за забаву, пита певача да пева. Ловато се присећа да су „ме на неки начин поставили на место. Не смета ми то. Када ме људи ставе на место, то је као: ’Хеј, нећу да се нервирам. Само идем да радим оно што радим.’ Тако да сам урадила оно што сам урадила.” Ловато изводи песму Кристине Агилере Ain't No Other Man, а виши потпредседник Hollywood Records-а Боб Кавало је рекао да му је „просто спала вилица”. Након тога Ловато добија главну улогу у филму Рокенрол камп и уговор са дискографском кућом почетком 2008. године.
Ловато ангажује своје колеге из филма Рокенрол камп Jonas Brothers како би заједно радили на албуму. Ловато говори да је „важно” да их уврсти на албум јер би певач „волео да има њихов допринос у било ком тренутку”. Ловато сматра потребу за помоћи у процесу писања јер има тенденцију да пише песме које су „мало интензивније и мање привлачне”. Ловато албумом жели да се афирмише као музичар; Ловато не жели само да буде познат као „девојка из филма Рокенрол камп”. Ловато објашњава да је циљ био да се забављају са албумом и да ће укључити дубље теме у своје друге радове, наводећи: „Нећете нужно пронаћи много [мрачних песама] на албуму, али се надам да ће то бити случај на следећем албуму. Ово је мој први албум, па желим да буде забаван — ствар коју можете да пустите током вожње аутом и да уживате.”

## Списак песама
| №               | Назив           | Аутор(и)                                   | Продуцент(и)          | Трајање |  |
| 1.              |                 | Деми Ловато Ник Џонас Џо Џонас Кевин Џонас II| Џон Филдс             | 3.16    |  |
| 2.              |                 | Ловато Н. Џонас Џ. Џонас Џонас             | Fields Jonas Brothers | 3.20    |  |
| 3.              |                 | Ловато                                     | Филдс                 | 3.17    |  |
| 4.              |                 | Ловато Филдс Роберт Шварцман               | Филдс                 | 3.53    |  |
| 5.              | (са групом )    | Ловато Н. Џонас Џ. Џонас Џонас             | Филдс                 | 3.26    |  |
| 6.              |                 | Ловато Н. Џонас Џ. Џонас Џонас             | Филдс                 | 3.43    |  |
| 7.              |                 | Ловато Н. Џонас Џ. Џонас Џонас             | Филдс                 | 3.11    |  |
| 8.              |                 | Ловато Н. Џонас Џ. Џонас Џонас             | Филдс                 | 3.18    |  |
| 9.              |                 | Кара Диогарди Филдс Џејсон Ривс            | Филдс                 | 3.05    |  |
| 10.             |                 | Адам Вотс Енди Дод                         | Филдс                 | 3.31    |  |
| 11.             |                 | Ловато Филдс Диогарди                      | Филдс                 | 3.42    |  |
| Укупно трајање: | Укупно трајање: | Укупно трајање:                            | Укупно трајање:       | 37.42   |  |

| №               | Назив           | Трајање |  |
| 12.             |                 | 3.10    |  |
| Укупно трајање: | Укупно трајање: | 40.52   |  |

| №               | Назив           | Продуцент(и)    | Трајање |  |
| 12.             |                 | Филдс           | 2.50    |  |
| 13.             |                 | Дод Вотс        | 3.28    |  |
| Укупно трајање: | Укупно трајање: | Укупно трајање: | 44.00   |  |

| №               | Назив           | Продуцент(и)    | Трајање |  |
| 12.             | ()              | Филдс           | 7.11    |  |
| Укупно трајање: | Укупно трајање: | Укупно трајање: | 44.53   |  |

| №               | Назив           | Трајање |  |
| 1.              |                 | 40.00   |  |
| Укупно трајање: | Укупно трајање: | 40.00   |  |

| №  | Назив                                      | Трајање |  |
| 1. | (израда спота и музичког спота)            |         |  |
| 2. |                                            |         |  |
| 3. | La La Land (израда спота и музичког спота) |         |  |
| 4. | (уживо)                                    |         |  |
| 5. |                                            |         |  |
| 6. |                                            |         |  |

## Историја објављивања
| Регион     | Датум               | Издање     | Формат(и)            | Издавач | Реф.          |
| ---------- | ------------------- | ---------- | -------------------- | ------- | ------------- |
| Канада     | 23. септембар 2008. | Стандардно | дигитално преузимање |         | [ 10 ] [ 11 ] |
| САД        | 23. септембар 2008. | Стандардно | дигитално преузимање |         | [ 12 ] [ 13 ] |
| Јапан      | 18. фебруар 2009.   | Стандардно |                      |         | [ 9 ]         |
| САД        | 31. март 2009.      | Делукс     |                      | [ 8 ]   |               |
| Канада     | 31. март 2009.      | Делукс     | [ 14 ]               |         |               |
| УК         | 16. април 2009.     | Стандардно | Дигитално преузимање |         | [ 15 ]        |
| Аустралија | 19. април 2009.     | Стандардно | Дигитално преузимање | [ 16 ]  |               |
| УК         | 20. април 2009.     | Стандардно |                      |         | [ 17 ]        |
| Разно      | 29. мај 2020.       | Стандардно | плоча                |         | [ 18 ]        |